# 北新横浜
北新横浜（きたしんよこはま）は、神奈川県横浜市港北区の町名。現行行政地名は北新横浜一丁目及び北新横浜二丁目。住居表示未実施区域。

## 地理
東端から南端にかけて鶴見川が流れる沖積平野であるが、西端は多摩丘陵にかかっている。交通網としては、中央部を南北に横浜市営地下鉄ブルーラインと宮内新横浜線が通るほか、南北に神奈川県道13号横浜生田線、首都高横浜環状北線の新横浜出入口がある。西から北にかけて新羽町、東で大倉山、南東で大豆戸町、篠原町及び新横浜、南で鳥山町、南西で小机町と接する。

### 面積
面積は以下の通りである。
| 丁目           | 面積（km²） |
| -------------- | ----------- |
| 北新横浜一丁目 | 0.190       |
| 北新横浜二丁目 | 0.171       |
| 計             | 0.361       |

## 歴史
もともとは新羽町の一部であったが、再開発が進行し住宅地や商業施設が建てられたため分割された。また町域内に所在する、横浜市営地下鉄ブルーラインの北新横浜駅も新横浜北駅からの駅名変更が行われた。

### 地名の由来
鶴見川を挟んで、新横浜の北側にあるため北新横浜となった。

### 沿革
- 2005年（平成17年）1月31日 - 新羽町の一部であった地域に北新横浜一丁目、二丁目の二町を設置[7]。

| 現町名   | 現町名 | 旧町名 | 小字名               |
| -------- | ------ | ------ | -------------------- |
| 北新横浜 | 一丁目 | 新羽町 | 南上町、中久保、長嶋 |
| 北新横浜 | 二丁目 | 新羽町 | 長嶋                 |

## 世帯数と人口
2025年（令和7年）6月30日現在（横浜市発表）の世帯数と人口は以下の通りである。
| 丁目           | 世帯数  | 人口  |
| -------------- | ------- | ----- |
| 北新横浜一丁目 | 179世帯 | 262人 |
| 北新横浜二丁目 | 392世帯 | 709人 |
| 計             | 571世帯 | 971人 |

### 人口の変遷
国勢調査による人口の推移。
| 年                 | 人口  |
| ------------------ | ----- |
| 2005年（平成17年） | 394   |
| 2010年（平成22年） | 1,051 |
| 2015年（平成27年） | 1,103 |
| 2020年（令和2年）  | 1,146 |

### 世帯数の変遷
国勢調査による世帯数の推移。
| 年                 | 世帯数 |
| ------------------ | ------ |
| 2005年（平成17年） | 193    |
| 2010年（平成22年） | 465    |
| 2015年（平成27年） | 510    |
| 2020年（令和2年）  | 513    |

## 事業所
2021年（令和3年）現在の経済センサス調査による事業所数と従業員数は以下の通りである。
| 丁目           | 事業所数 | 従業員数 |
| -------------- | -------- | -------- |
| 北新横浜一丁目 | 62事業所 | 1,304人  |
| 北新横浜二丁目 | 37事業所 | 656人    |
| 計             | 99事業所 | 1,960人  |

### 事業者数の変遷
経済センサスによる事業所数の推移。
| 年                 | 事業者数 |
| ------------------ | -------- |
| 2016年（平成28年） | 93       |
| 2021年（令和3年）  | 99       |

### 従業員数の変遷
経済センサスによる従業員数の推移。
| 年                 | 従業員数 |
| ------------------ | -------- |
| 2016年（平成28年） | 1,882    |
| 2021年（令和3年）  | 1,960    |

## 交通

### 鉄道
横浜市営地下鉄ブルーラインが通り、北新横浜駅や横浜市交通局新羽車両基地が存在する。

### バス
東急バスと横浜市営バスが当地を通っている。東急バスの北新横浜駅停留所があるが本数は少ない。

### 道路
ブルーラインと並行して宮内新横浜線が通っている。

## 校区
この地域に学校は存在しないが、隣の新羽町には存在しており、学校区としては各々の学校区に属する。
- 新羽幼稚園
- 横浜市立新羽小学校
- 横浜市立新羽中学校
- 神奈川県立新羽高等学校

市立小・中学校に通う場合、学区は以下の通りとなる（2024年11月時点）。
| 丁目           | 番・番地等 | 小学校             | 中学校             |
| -------------- | ---------- | ------------------ | ------------------ |
| 北新横浜一丁目 | 全域       | 横浜市立新羽小学校 | 横浜市立新羽中学校 |
| 北新横浜二丁目 | 全域       | 横浜市立新羽小学校 | 横浜市立新羽中学校 |

## 施設
- 北新横浜公園
- エスポット新横浜店
- 新羽車両基地
  - あおばスポーツパーク

## その他

### 日本郵便
- 郵便番号 : 223-0059[3]（集配局：綱島郵便局[15]）

### 警察
町内の警察の管轄区域は以下の通りである。
| 丁目           | 番・番地等 | 警察署     | 交番・駐在所 |
| -------------- | ---------- | ---------- | ------------ |
| 北新横浜一丁目 | 全域       | 港北警察署 | 新羽駅前交番 |
| 北新横浜二丁目 | 全域       | 港北警察署 | 新羽駅前交番 |